# 업 클로즈 앤 퍼스널
《업 클로즈 앤 퍼스널》(영어: Up Close & Personal)은 미국에서 제작된 1996년 로맨틱 드라마 영화이다. 존 애브넷이 연출과 제작을 맡았고, 로버트 레드퍼드, 미셸 파이퍼, 스토커드 채닝 등이 출연하였다.
다이앤 워런이 작곡하고 셀린 디옹이 부른 Because You Loved Me가 1997년 제69회 아카데미상 주제가상 후보에 올랐다. 해당 곡은 같은 해 제54회 골든 글로브상 영화 부문 주제가상 후보에도 지명되었으며, 제39회 그래미상 영화·텔레비전 주제가상을 수상하였다.

## 줄거리
마이애미 뉴스 보도국장 워런은 탤리가 보낸 데모 테이프에서 가능성을 발견한다. 탤리를 고용한 워런은 엄한 가르침으로 능력을 계발시키고 신참 뉴스 진행자로 다듬어낸다.
탤리는 마이애미를 떠나며 워런과 연인 사이가 되고, 보다 큰 시장인 필라델피아로 진출한다. 이곳에서 탤리는 관록 있는 뉴스 진행자 마샤와 갈등을 겪지만 이를 극복하고 워런과 결혼한다.
탤리는 한 죄수의 하루를 담아내는 뉴스 기획을 위해 필라델피아 교도소를 찾았다가 예기치 못한 폭동에 휘말린다. 침착하고 용감한 취재로 주목을 받게 된 탤리는 전국구 방송 저녁 뉴스 진행자 자리를 따내게 되는데...

## 출연
- 로버트 레드퍼드 - 워런 저스티스 역
- 미셸 파이퍼 - 샐리 "탤리" 애트워터 역
- 스토커드 채닝 - 마샤 맥그래스 역
- 조 만테이니아 - 버키 테러노바 역
- 케이트 넬리건 - 조애나 케널리 역
- 글렌 플러머 - 네드 잭슨 역
- 제임스 레브혼 - 존 머리노 역
- 스콧 브라이스 - 롭 설리번 역
- 레이먼드 크루즈 - 퍼낸도 부탄다 역
- 디디 파이퍼 - 루앤 애트워터 역
- 미겔 샌도벌 - 댄 드와테이 역
- 노블 윌링햄 - 뷰퍼드 셀스 역
- 제임스 캐런 - 톰 오어 역
- 페이비언 - 본인 역

## 우리말 녹음
| MBC 성우진 (1997년 11월 29일) - 박일 - 워런 저스티스(로버트 레드퍼드) - 박영희 - 탤리 애트워터(미셸 파이퍼) - 황일청 - 김은영 - 김태훈 - 이선주 - 이윤연 - 이종혁 - 김강산 - 손원일 - 안지환 - 변종필 - 유은숙 - 윤성혜 - 이철용 | KBS 성우진 (2013년 4월 26일) - 김도현 - 워런(로버트 레드퍼드) - 서혜정 - 탤리(미셸 파이퍼) - 이윤선 - 뷰퍼드(노블 윌링햄) - 이원준 - 롭(스콧 브라이스) - 임진응 - 게이브(브루스 그레이) - 윤세웅 - 존(제임스 레브혼) - 고재균 - 톰(제임스 캐런) / 댄(미겔 샌도벌) - 안용욱 - 버키(조 만테이니아) - 이지환 - 퍼낸도(레이먼드 크루즈) - 전진아 - 마샤(스토커드 채닝) / 이네즈(야렐리 아리스멘디) - 이문희 - 네드(글렌 플러머) - 홍수정 - 조애나(케이트 넬리건) - 최현철 - 코드(앤디 프로스키) |  |